# کارل فورسل
کارل فورسل (انگلیسی: Carl Forssell; ۲۵ اکتبر ۱۹۱۷ – ۲۸ نوامبر ۲۰۰۵) ورزشکار شمشیربازی اهل سوئد بود.
وی در مسابقات کشوری و بین‌المللی در مجموع برندهٔ ۶ مدال نقره، ۳ مدال برنز شده‌است.